# Giuseppe Maria Roberti
Padre Giuseppe Maria Roberti (Conflenti, 18 gennaio 1869 – Roma, 23 ottobre 1936) è stato un teologo italiano.
Entrò giovanissimo nell'Ordine dei frati di San Francesco di Paola.
A Roma compì gli studi letterari e teologici conseguendo la Laurea in Lettere e Filosofia e in Teologia.
Fu ordinato sacerdote nel 1892.
Si occupò a lungo della storia dell'Ordine dei Minimi e dal 1918 al 1924 ne fu Correttore generale, cioè l'incaricato della direzione spirituale e morale di una comunità religiosa.

## Opere
- Disegno storico dell'Ordine de' Minimi dalla morte del santo Institutore fino ai nostri tempi, 3 voll. - Roma 1902, 1909, 1922
- Cenni storici del Santuario di S. Francesco di Paola a Paterno Calabro , Roma, Poliglotta, 1898.
- Il culto esterno nella Chiesa Cattolica. Tip. Pont. Pustet, 1902.
- S. Francesco di Paola. Storia della sua vita , Roma Off. Pol. Laziale, 1915, pp. 736
- Il Martirio del Beato Carlo Hutrel... e del suo fratello Ludovico Beniamino, Roma, Tip. Romana " Buona Stampa" 1927, pp. 95.
- Cenni sulla vita e sul martirio del B. Tommaso Felton... Roma, Postulazione Generale, 1930.
- Regola del Terz'Ordine dei Minimi. Paola, tip. Santuario, 1931. pp. 70
- Il Santuario-Basilica di S.Francesco di Paola , Paola, Tip. S. Francesco di Paola, 1929. pp. 163.